# Lijst van vlaggen van Kosovaarse gemeenten
Dit artikel bevat een lijst van vlaggen van Kosovaarse gemeenten. Kosovo is onderverdeeld in 38 gemeenten.

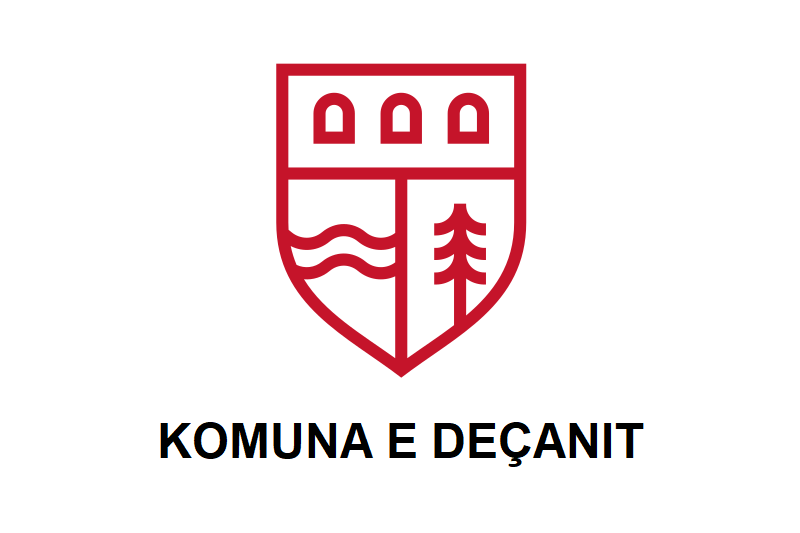
Deçan
Dragash
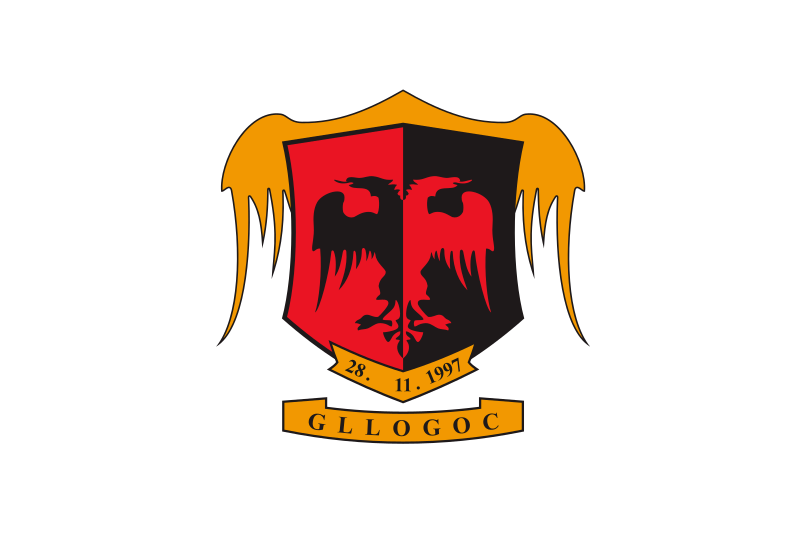
Drenas
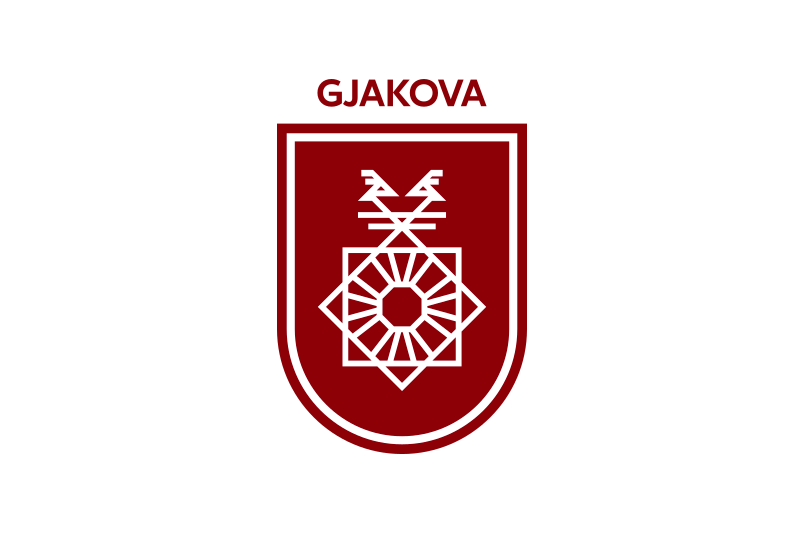
Gjakovë
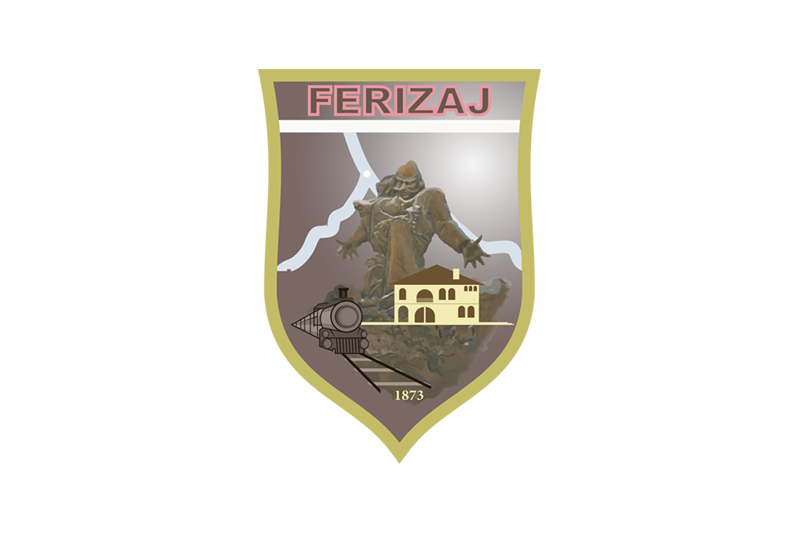
Ferizaj
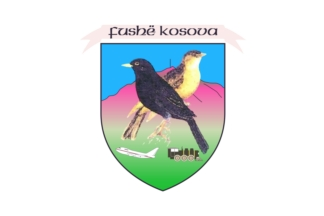
Fushë Kosovë
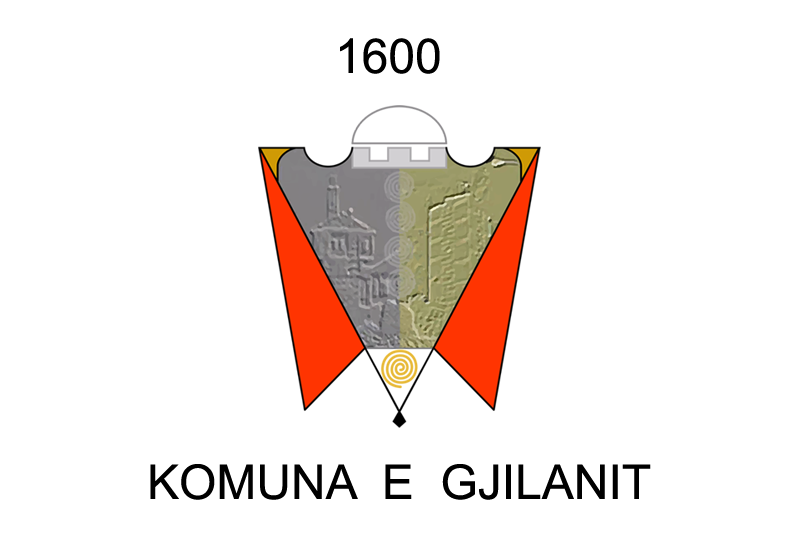
Gjilan
Graçanica
Hani i Elezit
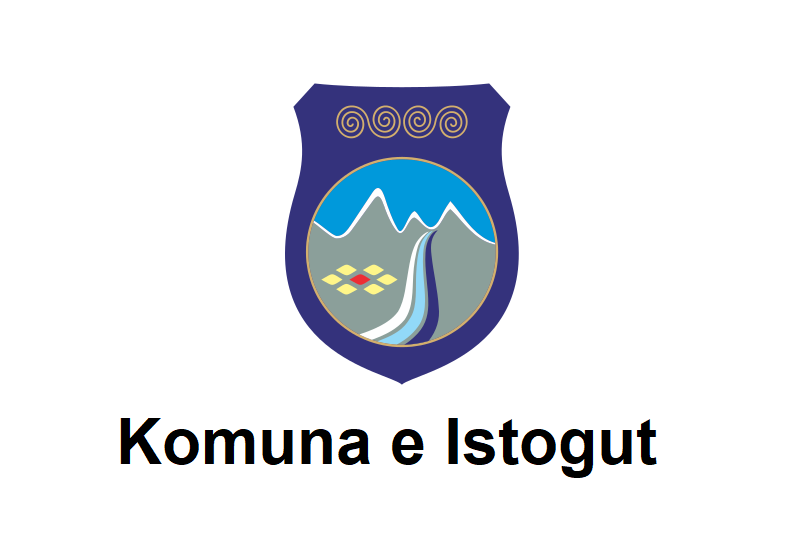
Istog
Junik
Kaçanik
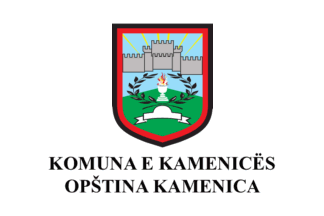
Kamenicë
Klinë
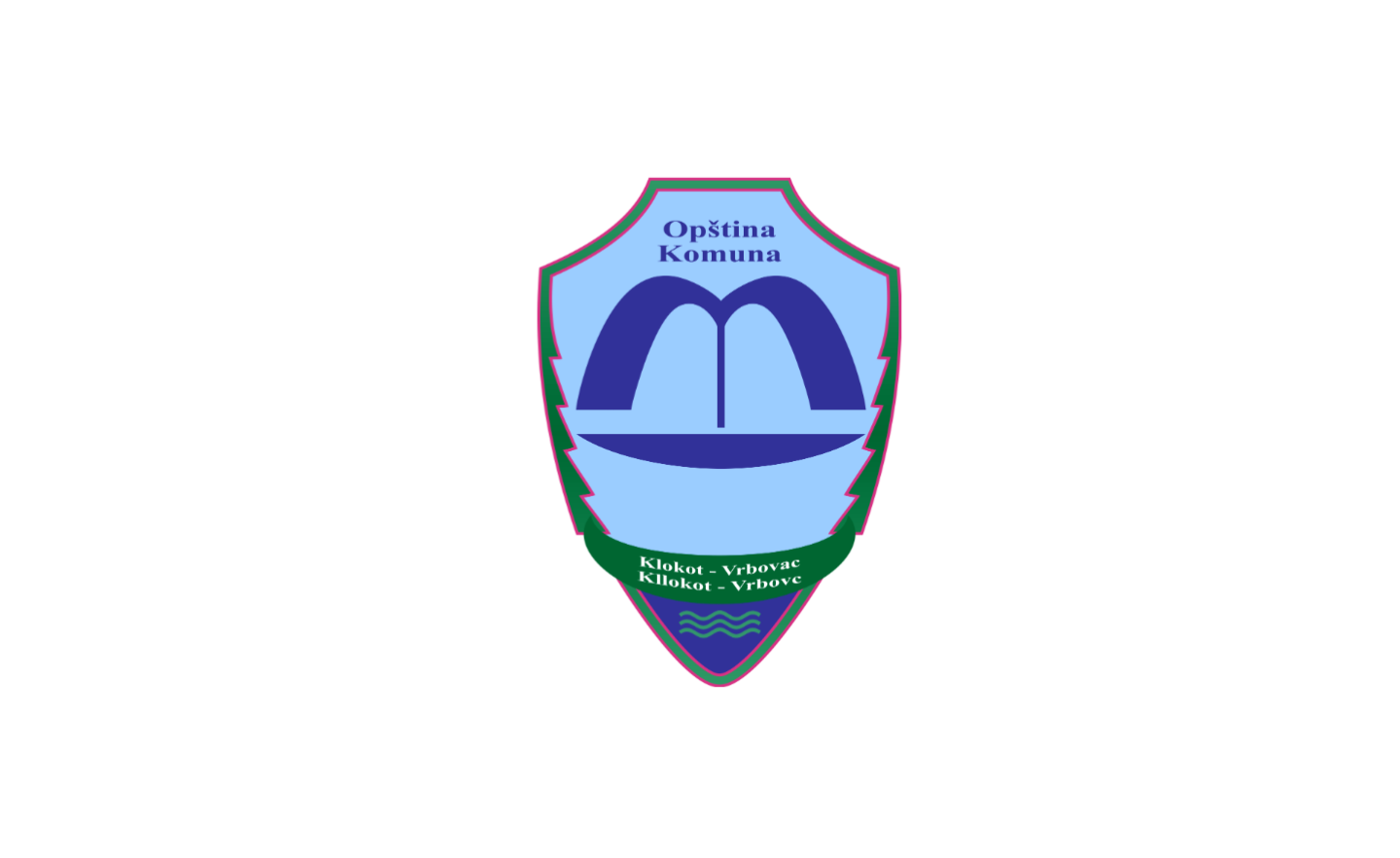
Klokot
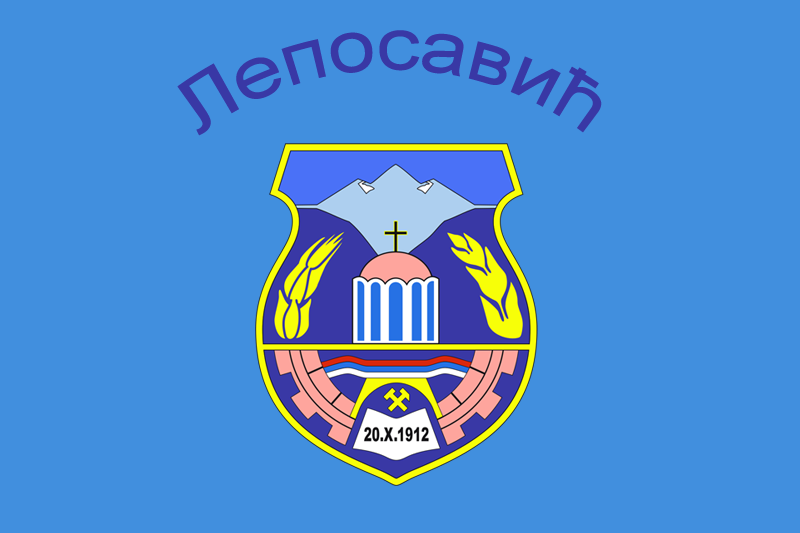
Leposavić
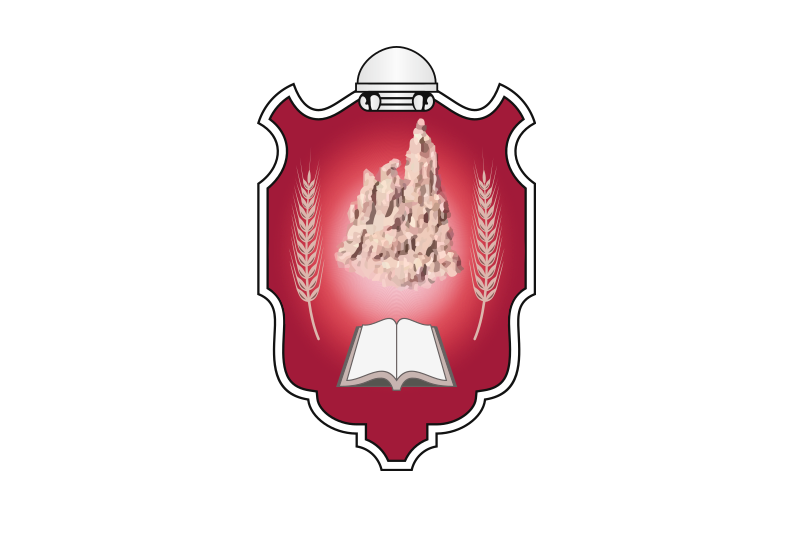
Lipjan
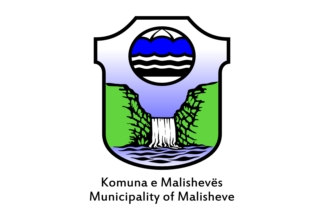
Malishevë
Mamusha
Mitrovica e Jugut
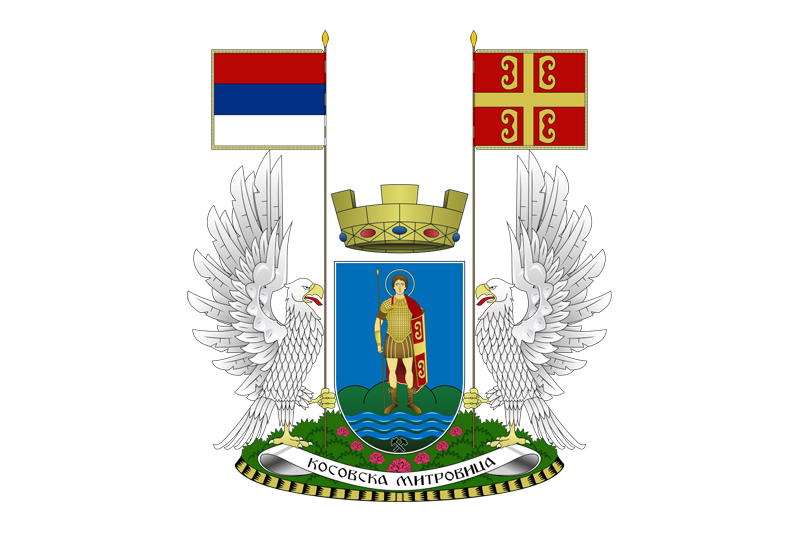
Mitrovica e Veriut
Novobërdë
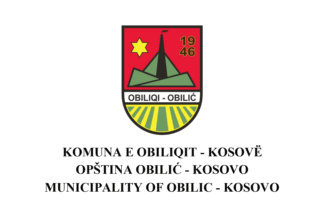
Obiliq
Parteš
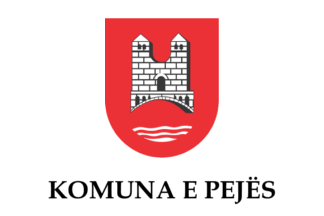
Pejë
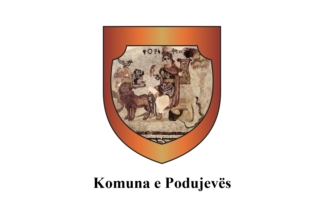
Podujevë
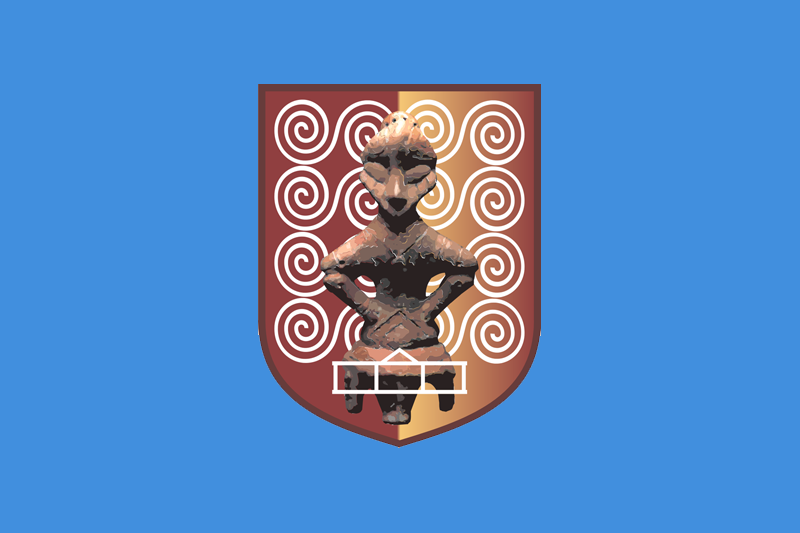
Pristina
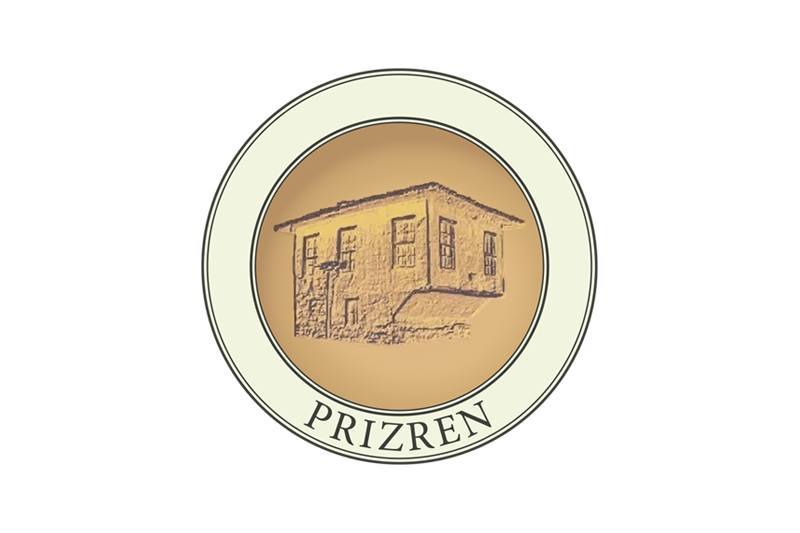
Prizren
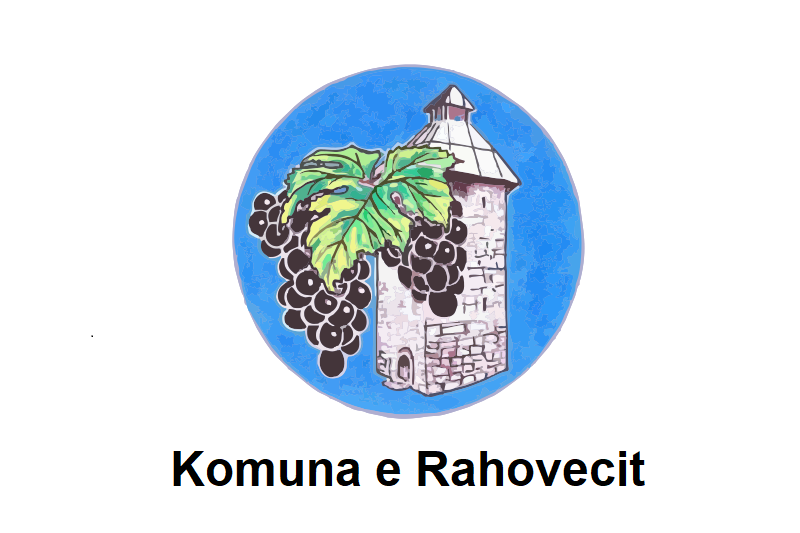
Rahovec
Ranilug
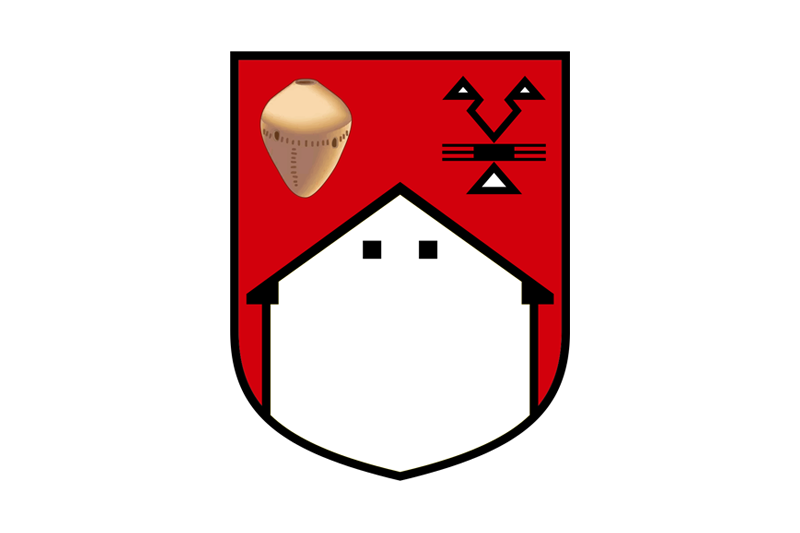
Skënderaj
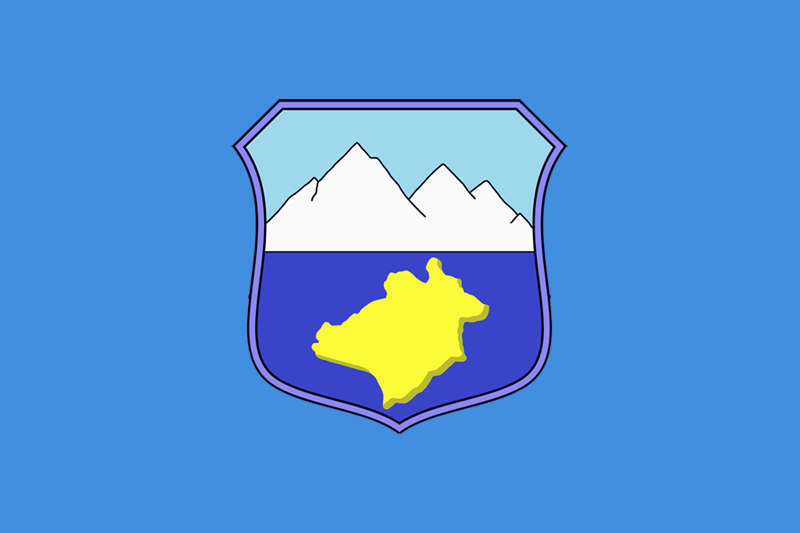
Štrpce
Shtime
Suharekë
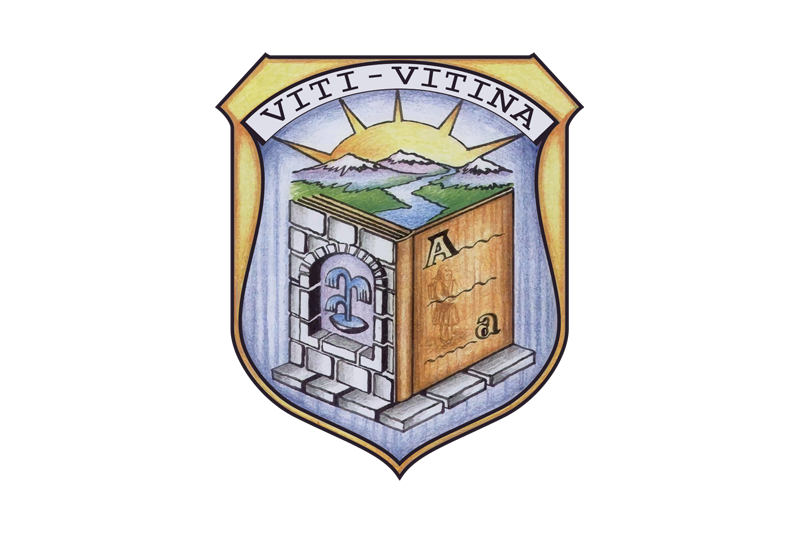
Viti
Vushtrri
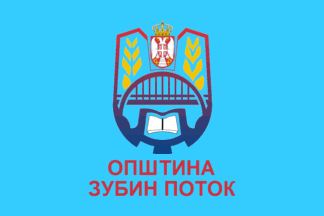
Zubin Potok
Zvečan